# Nyakörves majna
A nyakörves majna (Acridotheres albocinctus) a madarak (Aves) osztályának verébalakúak (Passeriformes) rendjébe, ezen belül a seregélyfélék (Sturnidae) családjába tartozó faj.

## Rendszerezése
A fajt Henry Haversham Godwin-Austen és Arthur Hay Tweeddale írták le 1875-ben.

## Előfordulása
India, Mianmar és Kína területén honos. Természetes élőhelyei a szubtrópusi vagy trópusi gyepek, valamint legelők és szántóföldek. Állandó, nem vonuló faj.

## Megjelenése
Testhossza 25 centiméter.

## Természetvédelmi helyzete
Az elterjedési területe nagyon nagy, egyedszáma pedig ismeretlen. A Természetvédelmi Világszövetség Vörös listáján nem fenyegetett fajként szerepel.